# Martin-Brower
 (février 2019).
 (juin 2008).
Si vous disposez d'ouvrages ou d'articles de référence ou si vous connaissez des sites web de qualité traitant du thème abordé ici, merci de compléter l'article en donnant les références utiles à sa vérifiabilité et en les liant à la section « Notes et références ».
Martin-Brower est une entreprise américaine créée en 1936 sous le nom Brower Paper Compagnie puis son évolution a explosé en 1956 lors de son partenariat avec McDonald's. C'est aujourd'hui une entreprise spécialisée dans la logistique et la distribution. 
La maison mère, Reyes Holdings, se situe à Rosemont, en banlieue de Chicago dans l'Illinois. Martin-Brower emploie plus de 8000 employés dans 30 centres de distribution, répartis dans 7 pays. Il dessert uniquement les restaurants McDonald's.
14 000 restaurants McDonald's autour du globe comptent sur Martin-Brower pour tout ce dont ils ont besoin, des frites aux fournitures.

## Histoire
La compagnie Martin-Brower fut créée en 1956 avec la fusion de la Brower Paper Company et de la Martin Paper Company devenant la Martin-Brower Paper Company.
Ray Kroc choisit la Martin-Brower Paper Company pour fournir les produits de papier pour son premier restaurant McDonald's à Des Plaines, Illinois.
La compagnie a grandi avec McDonald's. En 1964, elle adopta le nom de Martin-Brower Company pour mieux refléter leur divers produits et services.
En 1997, The Martin-Brower Company fut acquise par Reyes Holdings, un leader international en distribution de nourriture et breuvages.
En 2012, The Martin-Brower Company rachète les activités logistique et distribution de Keystone Foods au groupe agroalimentaire brésilien Marfrig Alimentos, devenant le premier distributeur de McDonald's dans 17 pays.

## MB France
En 2015, Martin Brower France devient la première entreprise du secteur transport-logistique à obtenir l'étiquette « Top Employer France ». Ce titre est de nouveau obtenue en 2016, 2017, 2018, 2019, 2020 et 2021.
Martin Brower France  emploie aujourd’hui 850 personnes sur ses 9 sites répartis sur l’ensemble du territoire (Aix-en-Provence, Beauvais, Bordeaux, Fleury-Mérogis, Lisses, lités) et 520 000 tonnes livrées par an. 
Les dernières certifications de l'entreprise sont : ISO 9001, 14 001 et 22 000, OHSAS18001 remplacée depuis 2020 par la 45001 et 50001.
En 2016, Martin Brower France inaugure sa toute nouvelle plateforme logistique à Bordeaux certifiée Haute Qualité Environnementale (HQE). Il s'agit de la première plateforme logistique au monde à obtenir un niveau aussi élevé dans sa certification Haute Qualité Environnementale.

## Centres de distribution
États-Unis :
- Rosemont, Illinois  (Bureau chef)
- Manassas, Virginie
- Salt Lake City, Utah
- Kissimmee, Floride
- Stockton, Californie
- Mason City, Iowa
- Grand Prairie, Texas
- Atlanta, Géorgie
- Enfield, Connecticut
- Louisville, Kentucky
- Port Allen, Louisiane
- Dickson, Tennessee
- Pompano Beach, Floride
- Conroe, Texas
- North Little Rock, Arkansas
- Fridley, Minnesota

Canada :
- Mississauga, Ontario  (Bureau chef)
- Calgary, Alberta
- Baie d’Urfe, Québec
- Dieppe, Nouveau-Brunswick
- Brampton, Ontario
- Winnipeg, Manitoba
- New Westminster, Colombie-Britannique

Amérique Latine :
- Sao Paulo, Brésil  (Bureau chef)
- Sao Paulo, Brésil
- Parana, Brésil
- Pernambuco, Brésil
- Guatemala, Amérique centrale
- Republica De Panama
- San Jose, Costa Rica
- Toa Baja, Puerto Rico

France :
L'entreprise LR Services, filiale de Keystone Foods, distributrice en France des restaurants Mc Donald´s, a été rachetée fin 2012 par Martin Brower Company. Les livraisons des McDonald's se font dorénavant par MB et ses sous-traitants en France, à travers 8 plateformes :
- Fleury Mérogis (Ile de France)
- Dombasle sur Meurthe
- Rennes
- Beauvais
- Chaponnay
- Aix en Provence
- Toulouse
- Bordeaux

Le siège social de Martin-Brower France se situe à Lisses.

## Sources
1. ↑  Martin Brower | Reyes Holdings Company - World’s Largest Distributor
2. ↑  Company History | History of the worlds largest distributor - Martin-Brower
3. ↑  (en)[PDF]Marfrig closes deal with Martin-Brower for sale of Keystone Foods distribution business
4. ↑  (en) The Martin-Brower Company, L.L.C. Acquires Keystone Foods Distribution and Logistics Businesses
5. ↑  « Martin Brower France », sur www.top-employers.com (consulté le 8 mars 2017)